# 셀레나 (영화)
셀레나(Selena)는 미국에서 제작된 그레고리 나바 감독의 1997년 드라마, 뮤지컬 영화이다. 제니퍼 로페즈 등이 주연으로 출연하였고 모테수마 에스파자 등이 제작에 참여하였다.

## 출연

### 주연
- 제니퍼 로페즈
- 에드워드 제임스 올모스

### 조연
- 존 세다
- 콘스탄스 마리
- 제이콥 바가스
- 루페 온티베로스
- 잭키 구에라

## 제작진
- 미술: 캐리 화이트
- 의상: 엘리자베터 베랄도
- 배역: 로저 무센든